# Титульний суверенний народ України
Титульний суверенний народ України — віртуальна держава, заснована 1996 року в Чернігівській області в селі Бакаївка, що існувала з 1996 по 2017 рік.
Станом на липень 2023 року сайт організації продовжує функціонувати, останнє повідомлення було опубліковано 3 липня 2023 року російською мовою. Весь текст, за винятком заголовку сайту (українською), написаний російською мовою. Представники організації пишуть на своєму сайті листи в усі можливі високі інстанції — Президенту України, СБУ, вищим судам, Посольству США тощо.

## Історія
ТСНУ було виявлено співробітниками Служби безпеки України у Чернігівській області. За словами відомства, група людей створила самопроголошені владні структури, які включають органи місцевого самоврядування, судові та правоохоронні органи, а також фінансові установи. Члени незаконного об'єднання не визнавали повноваження державних органів України та відмовлялися виконувати вимоги українського законодавства.
У СБУ зазначають, що учасники цього об'єднання видавали мешканцям регіону «паспорти людини корінного народу України», які передбачали звільнення від оподаткування, ухилення від сплати комунальних платежів та недоторканність майна. Під час обшуків було вилучено статути об'єднання, бланки паспортів довільного зразка, водійські права, банкноти власного виготовлення та автомобільні номери.